# Sachiko
Sachiko ist ein weiblicher japanischer Vorname (der im Japanischen hinter dem Familiennamen steht). Es gibt laut ENAMDICT vierzig verschiedene Schreibweisen in unterschiedlichen Bedeutungen, wobei die häufige Schreibung 幸子 (auch als Yukiko zu lesen) „Glückskind“ bedeutet.

## Bekannte Namensträgerinnen
- Sachiko Hidari (1930–2001), japanische Schauspielerin
- Sachiko Kobayashi (* 1953), japanische Enka-Sängerin und Schauspielerin
- Sachiko M. (* 1973), japanische Musikerin und Klangkünstlerin
- Sachiko Morisawa (* um 1945), japanische Tischtennisspielerin
- Sachiko Sugiyama (* 1979), japanische Volleyballspielerin
- Sachiko Yamagishi (* 1973), japanische Fußballschiedsrichterin
- Sachiko Yamashita (* 1964), japanische Marathonläuferin
- Sachiko Yokota, japanische Tischtennisspielerin